# 内村直子
内村 直子（うちむら なおこ、1962年8月5日 - ）は、洗足こども短期大学幼児教育保育科教授、元フリーアナウンサー、ニッポン放送アナウンサー。現姓：下尾。社会福祉学博士（日本女子大学）。

## 来歴
北海道小樽市出身。1985年3月、日本女子大学人間社会学部社会福祉学科卒業後の同年4月、ニッポン放送に入社。入社同期は、現：CP局報道スポーツコンテンツセンタースポーツ部契約アナウンサーの松本秀夫、元アナウンサーの西田麻里、元制作部ディレクターで編成局長、専務で現・同局代表取締役社長の檜原麻希。
入社以後、音楽ワイド番組、バラエティ番組のアシスタントなどで出演。担当番組の中で、現在の夫である番組の構成作家と出会った事をきっかけに、1988年7月頃にニッポン放送を退職し、フリーアナウンサーに転じる。1991年3月に結婚と同じタイミングでパーソナリティを務めたNACK5の番組パーソナリティを降板し、専業主婦に転じた。
しかし、その後に生誕した第一子である長女が生後7ヶ月の時に障害を持った事をキッカケに、療育センターに通う日々の中で同じ親御さんとコミュニケーションを取った結果、2000年に同じ境遇の親御さんとミュージカル活動を行うグループである「WAKU2キッズミュージカル」立ち上げを経験し、それを機に大学院進学を目論み、2002年4月、横浜国立大学大学院修士課程教育学研究科障害児教育専攻に進学し、2004年3月、同大学院修士課程前期修了。
同年4月、母校である日本女子大学人間社会研究科博士課程社会福祉学専攻に進学し、2006年3月、同大博士後期課程修了、2010年3月、同大満期退学後、同年4月、同大非常勤講師に就任。
2011年4月から、洗足こども短期大学勤務となり、同大幼児教育保育科准教授に就任。専門は障害者福祉、障害児教育。

## 人物・エピソード
- アナウンサー時代のプロフィールでは剣道初段で、スキー、テニス、水上スキーもこなし[1]、カーレース・モータースポーツファンと紹介されていた[5]。
- ニッポン放送時代に出演していた『谷村新司のなんだか若旦那』では番組中で官能小説を朗読させられ、『玉置宏の笑顔でこんにちは!』では吉原のソープランドからの潜入レポートに挑戦したという逸話がある[1]。

## 出演番組

### 過去

#### ニッポン放送時代
- 古舘伊知郎の独占!オールニッポンヒット歌謡[1]（アシスタント）
- 谷村新司のなんだか若旦那[1]（アシスタント）
- いまに哲夫の歌謡パレードニッポン（アシスタント）

#### フリー転向以後
- 内村直子のふらわぁパーティ（NACK5）※パーソナリティ - 1988年11月1日 - 1991年3月28日

## 著書

### 単著
- 『知的障害のある子を育てた母の障害観ーICF による質的分析から』生活書院、2018年4月24日。ISBN 978-4-865000795。

### 共著
- 『実習生の日誌事例から考察する社会的養護II』大学図書出版、2020年4月1日。ISBN 978-4-909655387。